# Ilex taubertiana
Ilex taubertiana är en järneksväxtart som beskrevs av Ludwig Eduard Loesener. Ilex taubertiana ingår i släktet järnekar, och familjen järneksväxter. Inga underarter finns listade i Catalogue of Life.